# Schlüsselroman

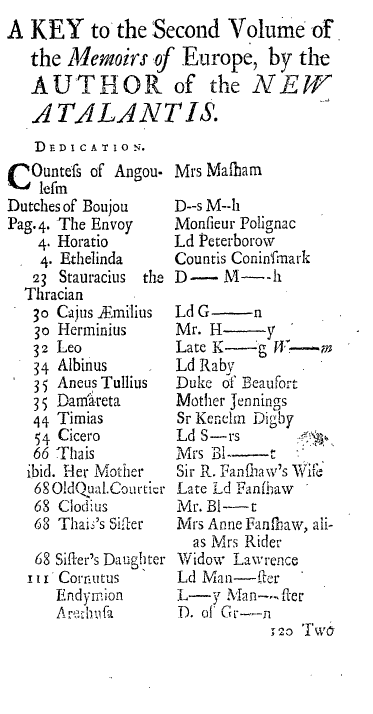
Key to the Atalantis (1713) – Schlüssel zu einem 1709 und 1710 veröffentlichten Londoner Skandalroman

Ein Schlüsselroman (von frz. roman à clef) ist ein Roman, der es nahelegt, als wahre Geschichte gelesen zu werden. Er ist eine Gattung der Schlüsselliteratur. Die Bezeichnung rührt daher, dass es möglich ist, zu fiktionalen Texten, dem Chiffre, „Schlüssel“ zu verfassen, also Erklärungen, in denen aufgeschlüsselt wird, welche realen Personen mit literarischen Figuren gemeint sind.

## Geschichte des Worts
Die Verben ‚verschlüsseln‘ und ‚entschlüsseln‘ sind abgeleitet von der Grundbedeutung des Wortes ‚Schlüssel‘ als Werkzeug zum Öffnen oder Zuschließen eines Schlosses (analog zum frz. Wort clef), und der übertragenen Bedeutung ‚Zugang zu einer Geheimschrift, Geheimwissenschaft‘. Ende des 18. Jahrhunderts wurde von Schlüsseln zu den Episoden eines Textes gesprochen. Als nach dem deutschen Strafgesetzbuch vom 15. Mai 1871 die ersten Prozesse gegen Schriftsteller auf Grund des § 185 StGB (Beleidigung) geführt wurden, kam der Begriff „Schlüsselroman“ auf. Daneben wurden „Schlüsseldarstellung“ und „Schlüsselschrift“ gebraucht, nicht durchgesetzt hat sich das Wort „Maskenroman“.

## Merkmale
- „Ein Schlüsselroman zielt darauf ab, durch Klatsch und üble Nachrede eine vorübergehende Sensation zu erzeugen (und dadurch verkaufbar zu sein). Der primäre Reiz für den Leser liegt im Vollzug der Entschlüsselung. Nur sie macht den Schlüsselroman interessant[..].“[1]
- Mit dem Schlüsselroman gedeiht eine Form des doppeldeutigen Sprechens: Der Schlüsselroman erfüllt auf der Oberfläche die Anforderungen an einen Roman; seine Geschichte hat den Charme einer erfundenen, den Gesetzen der Romankunst folgenden Geschichte, droht jedoch Aussagen zu realen Personen und Tatbeständen zu machen, ohne klarzulegen, wo die Grenzen zwischen Erfindung und Wahrheit liegen sollen.
- Die referierten Geschichten können von einer mehr oder minder breiten Öffentlichkeit auf Geheimnisse hin gelesen werden, die der Autor unter der Oberfläche verrät. Die entschlüsselnde Öffentlichkeit kann sich auf den Freundeskreis des Autors und die Betroffenen reduzieren, die ihre Geschichten in diesem Roman wiederentdecken; möglich sind aber auch Schlüsselromane, die mitsamt ihren Schlüsseln auf den Markt kommen und damit von der gesamten Leserschaft entschlüsselt werden können.
- Im Regelfall erlaubt der Schlüsselroman dem Autor wie denen, die in seinem Roman zu Helden werden, den Rückzug auf die Behauptung, man lese hier doch nur einen Roman. Der Schlüsselroman produziert so gesehen nur offene Geheimnisse, er überlässt letztlich anderen die brisante Behauptung, dass tatsächlich wahr sei, was hier publiziert ist.
- Schlüsselromane bieten Autoren effektiv Schutz vor Verfolgung, wenn sie darauf vertrauen können, dass weder die Betroffenen noch die Verfolgungsbehörden den Nachweis liefern wollen, dass das Dargestellte wahr, sprich: nicht Roman ist.
- Schlüsselromane können, müssen aber nicht skandalös sein. Neben skandalösen Schlüsselromanen, die private bzw. öffentliche Geschichten zum Nachteil der Betroffenen preisgeben, gibt es Schlüsselromane, in denen sich die dargestellten Gruppen oder Personen feiern. Das Spektrum reicht hier von Panegyrik, dem Lob eines Herrschers, der hinter dem Romanhelden zu entdecken ist, bis zu Spielarten eines Moden schaffenden Schlüsselromans, in dem elegante Zirkel sich selbst porträtieren und ihre Lebensweise öffentlich ausstellen.

## Geschichte

Benjamin Wedels Schlüssel zu Christian Friedrich Hunolds Europäischen Höfen (1705).

Das Genre des Schlüsselromans ist so alt wie die Option fiktionaler Schreibweisen innerhalb der Literaturgeschichte. Eine Reihe etablierter Romane wie John Barclays Argenis oder die Romane der Madeleine de Scudéry waren mit dem größten Selbstverständnis Schlüsselromane. Das Genre hatte hier mehrfache Vorteile: Es erlaubte beliebige Stilisierungen realer Personen: auf dem Gelände des heroischen Romans wurden sie zu überdimensionalen Helden. Lobpreisungen, die im realen historischen Gestus kaum möglich waren, blieben auf dem Gebiet des Heldenromans erfordert. Gleichzeitig erlaubte der Schlüsselroman auf dem Gebiet des heroischen Romans die beliebig subtile Demontage historischer Persönlichkeiten: im Roman agierten sie notwendigerweise als der Liebe und damit den menschlichen Schwächen unterworfene Helden. Autoren von Schlüsselromanen konnten auf politischem Gebiet jederzeit behaupten, doch lediglich einen Roman geschrieben zu haben. Der Nachweis, dass die Geschichten auf Wahrheit beruhten, blieb der Gegenseite überlassen, die sich mit ihm selbst skandalisierte.
Im Lauf des 17. Jahrhunderts drang eine zweite Produktion – gegenüber den großen, üppig stilisierten Romanen hoher Helden und ihrer Abenteuer – in das Feld ein: die der Novellistik. In der Novelle werden kurze Geschichten erzählt, deren überraschender Verlauf eine Lehre erteilen sollte. Novelas Exemplares hatte Cervantes seine epochemachende Sammlung 1613 betitelt. Die Novelle machte als Geschichte, die sich beliebig in einen größeren Zusammenhang einbetten ließ, Karriere in großen Romanen, in denen sie erzählt wurde, in Memoires, in fiktiven Briefsammlungen und in skandalösen Journalen. Mit der Novelle lag Mitte des 17. Jahrhunderts die perfekte Entschuldigung vor, beliebig wahre Geschichten zu publizieren. Angeblich sollte hier nur das Exempel unterrichten, tatsächlich konnten die Autoren auf eine Öffentlichkeit spekulieren, die sich vor allem fragen würde, wer da zu diesen skandalösen Geschichten im wahren Leben beigetragen haben sollte. In der zweiten Hälfte des 17. Jahrhunderts entwickelte sich der französischsprachige Markt der Niederlande zum Hauptumschlagplatz der neuen Ware, der im großen Ausmaß der Geruch des Schlüsselromans anhaftete.
In den 1690er Jahren eroberten in London und mit der Wende ins 18. Jahrhundert auch im deutschsprachigen Raum neue Schlüsselromane den Markt: solche von privaten urbanen Skandalen. Hamburg, Leipzig, Halle und Jena boten die neue Ware im deutschsprachigen Raum. Gedeihen konnte sie, wo immer die Stadt eine entschlüsselnde Öffentlichkeit zur Verfügung stellte und eine Gruppe modischer Personen (etwa Studenten oder die modische Elite einer Großstadt wie London oder Hamburg), aus der heraus der Autor des privaten Schlüsselromans unentdeckt bleibend anonym publizieren konnte – benötigt wurde die Gruppe, in der jeder der Autor sein konnte und in der jeder im Notfall abstreiten konnte, der Autor zu sein. Die Öffentlichkeit war, wie sich in den ersten Jahrzehnten des 18. Jahrhunderts zeigte, auf die lokale skandalöse Nutzung des Romans kaum vorbereitet. Die Zensurbehörden überwachten vor allem das religiöse Schrifttum auf Meinungen hin, die nicht im Spektrum lagen, das das jeweilige Territorium zuließ. Mit weit größerer Toleranz wurden politische Schriften überwacht. Schlüsselromane gediehen auf dem politischen Parkett, dort oft mit Parteiprotektion; Londons Markt wurde hier virulent mit den Romanen Delarivier Manleys, Daniel Defoes und Jonathan Swifts. Die privaten Schlüsselromane, die daneben überwiegend anonym erschienen – by a young Lady in London oder in Deutschland von Studenten, die sich unter Namen wie Amaranthes, Melisso oder LeContent verbargen –, sorgten dagegen eher für private Skandale. Christian Friedrich Hunold riskierte 1706 mit solchen alias Menantes spektakulär sein Leben, nachdem sein Pseudonym gelichtet war und Privatpersonen sich weitaus gefährlicher am Autor rächen konnten als im Rampenlicht stehende Politiker. Hier war im Verlauf des 18. Jahrhunderts eine Reform der Sitten vonnöten. Mitte des 18. Jahrhunderts fand sie in einer Gegenbewegung zu den Schlüsselromanen statt. Ihre Forderungen waren:
- Romane, die für ihre Romankunst, ihre „literarischen Qualitäten“ berühmt sein sollten,
- Romane, die Interpretationen statt Entschlüsselungen verlangten,
- Romane mit empfindsamen Helden statt mit den bisherigen „galanten“ Helden, die sich vor allem im Skandal durch eine bewusst verantwortungslose Conduite hervortaten.

Die Reform des Romans, die Mitte des 18. Jahrhunderts einsetzte, entfaltete auf dem Weg ins 19. Jahrhundert Wirkung. „Autonome Kunstwerke“ wurden das Ziel des Romans, der Rang als Literatur gewann.

## Moderne Literatur
Dessen ungeachtet erlebte der Schlüsselroman im 19. und 20. Jahrhundert neue Hochphasen. Hier entwickelten die Regimes politischer Unterdrückung neue Entfaltungsbedingungen für Romane, die von beliebig elitären und eingegrenzten Lesergruppen mit einer tieferen weltanschaulichen Übereinkunft über das gegenwärtige System gelesen werden konnten. Die Platzierung der Handlungen in eine fremde Zeit blieb beliebt, die Nutzung von Genres, die die Phantasie einluden, kam hinzu. In der neueren Literatur wurden aktuelle Bezüge gerne auch in Fantasy- oder in Sciencefiction-Handlungen versteckt. In der neueren Zeit spielt zumindest in der westlichen Literatur der Schlüsselroman vor allem dann eine Rolle, wenn Autoren versuchen, tabuisierte Themen zu behandeln, oder wenn es darum geht, Privatklagen dargestellter Personen aus dem Wege zu gehen oder biografische Bezüge zu verschleiern.
Der Begriff Schlüsselroman ist auf moderne Literatur nur schwer anwendbar, denn selbst wenn ein Autor reale Personen und Ereignisse in seinen Werken verarbeitet, besteht er meist darauf, ein fiktionales Werk geschaffen zu haben. Das gilt selbst für Klaus Manns Mephisto. Dieses Werk war im Buchhandel der BRD über viele Jahre nicht erhältlich, wohl aber in der DDR, weil wegen Verletzung des Persönlichkeitsrechts Gustaf Gründgens’ ein gerichtliches Verbot bestand (siehe ausführlich: Mephisto-Entscheidung). Klaus Mann bestand dennoch darauf, dass er keinen Schlüsselroman im klassischen Sinn geschrieben habe, da es ihm vor allem um den politischen Opportunismus in der Kunst ging.
Zu bekannten Schlüsselromanen der deutschen Literatur zählt neben Mephisto von Klaus Mann auch Martin Walsers Tod eines Kritikers. Truman Capote wurde wegen seines letzten (unvollendeten) Romans Answered Prayers, in dem er nur wenig verschlüsselt Skandalgeschichten aus der High Society schildert, von ebendieser Szene geächtet. Als ein typischer „Schlüsselroman der Beatniks“ gilt Jack Kerouacs On the Road (dt. Unterwegs). Der FAZ-Herausgeber Frank Schirrmacher wurde in Eckhard Henscheids längerer Schlüsselerzählung 10:9 für Stroh dargestellt, worauf Schirrmacher FAZ-Autoren verbot, im Verlag von Alexander Fest zu publizieren, der die Erzählung veröffentlicht hatte.
2003 wurde der Vertrieb von Romanen von Alban Nikolai Herbst und Maxim Biller verboten, weil sich Personen in den Romanfiguren wiedererkannten und sich in ihren Persönlichkeitsrechten beeinträchtigt fühlten. 2012 veröffentlichte Rainald Goetz mit Johann Holtrop einen Schlüsselroman über den Manager Thomas Middelhoff, 2023 Benjamin von Stuckrad-Barre den Springer-Schlüsselroman Noch wach?. Im Jahr 2025 prozessierte der Berliner Galerist Johann König gegen den Verlag Luchterhand, weil er sich und seine Frau Lena in dem Roman "Innerstädtischer Tod" von Christoph Peters erkennbar abgebildet sah. Die Klage wurde abgewiesen.